# Catostylus turgescens
Catostylus turgescens is een schijfkwal uit de familie Catostylidae. De kwal komt uit het geslacht Catostylus. Catostylus turgescens werd in 1911 voor het eerst wetenschappelijk beschreven door Schulze. 